# 時紀
時紀（1404年—？），字德憲，河南開封府通許縣人，明朝政治人物。

## 生平
宣德四年（1429年）己酉科河南鄉試第十四名舉人，五年（1430年）中式丁丑科會試第九十名，三甲第十名進士。

## 家族
曾祖時伯貞；祖父時彥誠；父時秦，江西布政使司右參政。